# Embaixada Tenshō

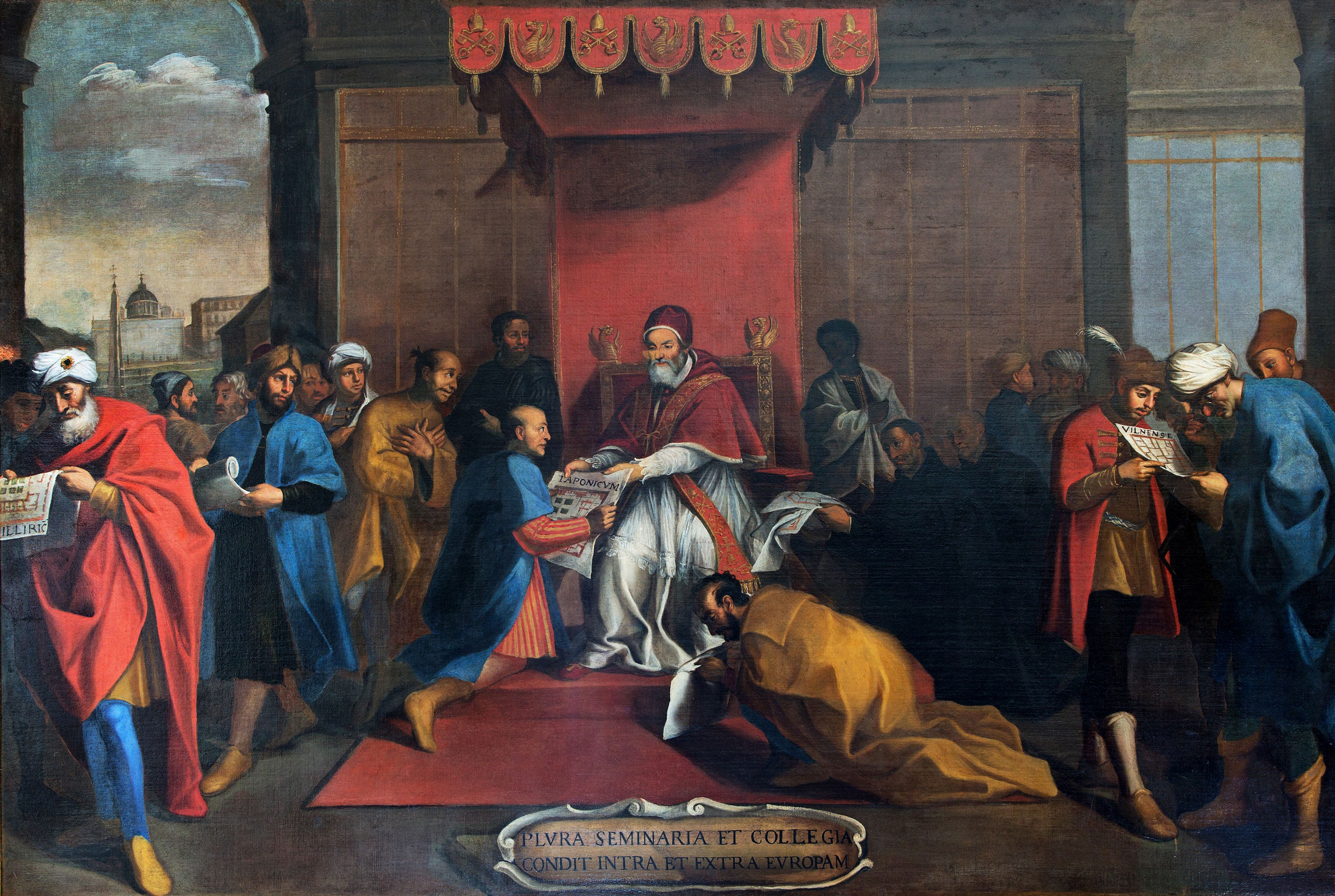
Embaixada sendo recebida pelo papa Gregório XIII.

Embaixada Tensho ou Missão Tensho (em japonês: 天正の使節, assim nomeada por ter decorrido durante a Era Tensho) foi uma delegação enviada ao papa e aos reis da Europa em 1582, a primeira viagem de emissários oficiais japoneses à Europa.
A ideia de enviar uma embaixada Japonesa à Europa foi concebida inicialmente pelo jesuíta Alessandro Valignano, e patrocinada por três daimios (senhores feudais): Omura Sumitada (1532–1587), Ōtomo Sōrin (1530–1587) e Arima Harunobu (1567–1612).
Mancio Ito (伊東 マンショ Itō Mansho, 1570–1612) e Miguel Chijiwa (千々石 ミゲル Chijiwa Migeru) foram escolhidos como os membros titulares da embaixada, auxiliados por Julião Nakaura (中浦 ジュリアン Nakaura Jurian) e Martinho Hara (原 マルチノ Hara Maruchino). Todos tinham entre 13 e 14 anos de idade. No dia 20 de fevereiro de 1582 eles deixaram o porto de Nagasaqui. 
Depois de passarem por Macau e Goa, os jovens embaixadores chegaram a Lisboa em agosto de 1584 (o cardeal D. Henrique já tinha morrido e, por isso, o rei já não estava em Lisboa). Em seguida passaram por Évora rumo a Espanha, onde foram recebidos por Filipe I de Portugal. Tiveram uma audiência com o Papa Gregório XIII em Roma, e depois com o seu sucessor, Sisto V. Regressaram a Nagasaqui em 21 de julho de 1590, trazendo na bagagem novidades como uma máquina de tipografia.
Os quatro embaixadores foram ordenados como os primeiros padres jesuítas japoneses por Valignano. A missão Tensho foi sucedida pela Hasekura Tsunenaga, em 1615.

## Influência
A lápide de Miguel Chijiwa foi encontrada em Nagasaqui, em 2004.
Os quatro jovens são homenageados com uma estátua na Praça Tensho, em Omura.
A morte de Miguel Chijiwa é o tema do filme Os Olhos da Ásia, de João Mário Grilo.